# Internationale Kindervredesprijs
De Internationale Kindervredesprijs wordt jaarlijks uitgereikt aan een kind dat zich op bijzondere wijze heeft ingezet voor kinderrechten en de situatie van kwetsbare kinderen. De prijs is een initiatief van Marc Dullaert, de oprichter van de van oorsprong Nederlandse stichting KidsRights. 
Er wordt een bedrag van €100.000 uitgereikt, dat wordt geïnvesteerd in projecten die het doel van de winnaars steunen.
De Internationale Kindervredesprijs werd postuum opgedragen aan de in 2001 overleden Zuid-Afrikaanse jongen Nkosi Johnson, die streed voor de rechten van kinderen met hiv/aids. De prijs werd in ontvangst genomen door zijn pleegmoeder, Gail Johnson. Zij ontving $100.000 voor het door Nkosi opgezette project Nkosi’s Haven. Het bij de Internationale Kindervredesprijs behorende beeldje, dat elk jaar aan de nieuwe winnaar wordt overgedragen, werd de Nkosi genoemd. 
De prijs werd voor het eerst gepresenteerd door Michael Gorbatsjov in november 2005, tijdens de jaarlijkse wereldtop in Rome van Nobelprijs voor de Vrede-winnaars. In 2006 werd de prijs op 19 november uitgereikt door Frederik Willem de Klerk in de Ridderzaal in Den Haag. Die avond werd ook een Kindervredesprijs-concert gehouden op de Dam in Amsterdam. In 2007 werd de prijs uitgereikt in de Ridderzaal door Bob Geldof en Nobelprijs voor de Vrede-winnaar Betty Williams. In 2008 reikte bisschop Desmond Tutu de prijs uit.